# 孫芳
孫芳（1425年—？），字庭桂，順天府大興縣人，明朝政治人物。進士出身。

## 生平
順天府鄉試第八十一名。天順元年（1457年）丁丑科會試第二百六十九名，殿試登進士第三甲第四十九名。

## 家族
曾祖孫文振。祖父孫致恭。父亲孫仰衡。